# 징커우구

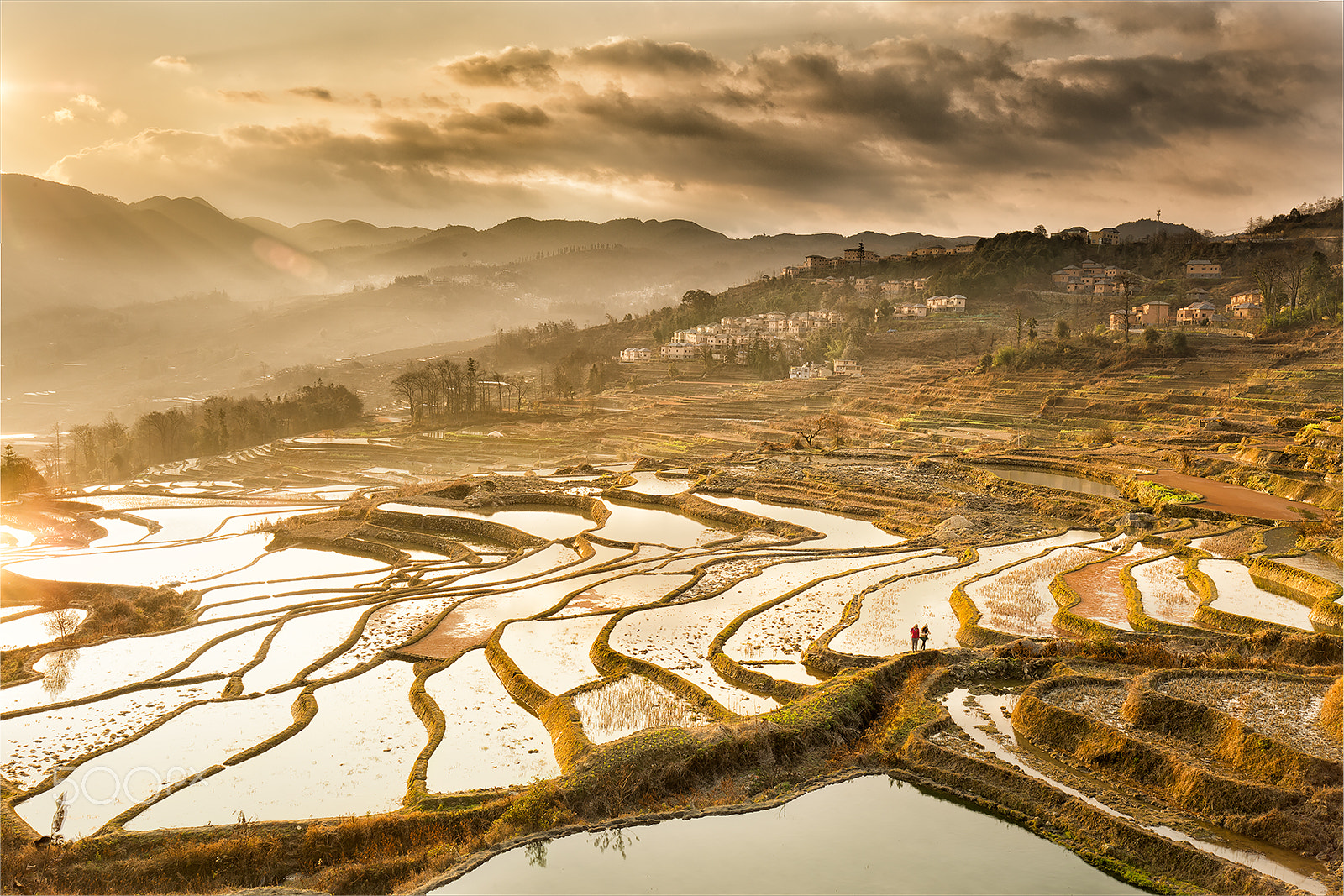

징커우구(한국어: 경구구, 중국어: 京口区, 병음: jīngkǒu qū)는 중화인민공화국 장쑤성 전장 시의 행정구역이다. 징커우는 원래 장강과 대운하가 만나는 지점이었다. 넓이는 316km2이고, 인구는 2007년 기준으로 510,000명이다. 이곳은 유송 무제가 태어난 곳이다.

## 행정 구역
4개 가도, 2개 진을 관할한다.
- 가도: 大市口街道, 健康路街道, 四牌楼街道, 正东路街道.
- 진: 象山镇, 谏壁镇.